# Sportowa radionawigacja satelitarna
Sportowa nawigacja satelitarna jest sportem zdobywającym dopiero popularność. Polega na połączeniu klasycznego biegu na orientację z odnajdywaniem punktów kontrolnych przy pomocy urządzeń (ręcznych odbiorników) GPS. 
Punkty te zostają ręcznie lub komputerowo wprowadzone do odbiornika GPS na chwilę przed startem. Zawodnik dysponując odbiornikiem oraz mapą do biegu na orientacje powinien wybrać optymalny wariant trasy - biegu i zaliczania punktów. GPS pokazuje drogę z punktu do punktu w linii prostej, kierunek oraz odległość jaka do punktu pozostała. Zawodnik mając te informacje określa przybliżoną pozycję punktu określając położenie na mapie i dzięki niej wybiera trasę biegu (tzw "przebieg"). 
Trudność dyscypliny polega na umiejętności szybkiej obsługi oraz korygowaniu odczytów z odbiornika GPS i wyborze wariantów trasy biegu z mapy.